# Borce Gjurev
Borce Gjurev (Grieks: Μπόρτσε Τζιούρεφ , Mportse Tziouref) (2 augustus 1969) is een voormalig profvoetballer, die werd geboren in de Joegoslavische deelrepubliek Macedonië. De middenvelder nam later de Cypriotische nationaliteit aan en speelde drie interlands voor het Cypriotisch voetbalelftal. Hij speelde voor achtereenvolgens FC 08 Homburg (1988-1991), KRC Genk (1991-1993), Ethnikos Achnas (1993-2007) en ASIL Lyssi (2007-2008) tijdens zijn carrière.